# Samuel Fast
Bernth Samuel Fast Hurtigkarl, född 11 juli 1985 i Dalarna, Mora är en svensk regissör och illustratör. Samuel Fast Hurtigkarl är även grundare och creative director på animations studion, Brikk.  
Samuel Fast började sin bana som animatör och regissör på Konstfack där han med sitt examensarbete, den animerade kortfilmen "The man upstairs" (Mannen ovanför), snabbt vann anseende. Samma examensarbete blev snart prisat av både Föreningen Svenska tecknares årliga tävling Kolla! och Posten.
Sedan 2011 verkar Samuel Fast som en del av regissörs trion Brikk tillsammans med Josef Anderson och Björn Johansson. De driver även  animationsstudion under samma namn. Under pseudonymen Brikk har Samuel och kollegorna dels blivit omskrivna i den välrenommerade Communication arts för sin reklamfilm Reclaim the kitchen . På meritlistan finns även musikvideor för Avicii, Petter, Timbuktu, Gravitonas, Miss Li, Cazzette och Reklamfilmer för Wolf Ranges, Intuit - Quickbooks, Radiotjänst, Microsoft, Storytel, Hamburgerkedjan MAX och La Marzocco. Samuel Fast och Brikk har även arbetat nära Johan Rockström genom åren och producerade Johan Rockströmers TED Talk 2020.
Sedan 2017 jobbar Brikk främst mot datorspels branschen och har genom åren producerat flertalet 3D trailers för Mojang, Minecraft och anime inspirerade cinematiska trailers för Iron Gate studios, Valheim. Brikk är också verksamma inom att hjälpa flertalet indie studios med trailer arbeten. Där de jobbat med Raw Fury, Ananki games och Aurora Punks där de gjort trailer för spelet Hooja the game.

## [10][11]Referenser
1. ↑  ”Arkiverade kopian”. Arkiverad från originalet den 2 april 2015. https://web.archive.org/web/20150402122046/http://kolla.se/2011/bidragen/vinnare/?kid=19. Läst 29 april 2011.
2. ↑  ”Här är vinnarna i Kolla! 2011”. idg.se. 7 april 2011. Arkiverad från originalet den 25 maj 2012. http://archive.today/2012.05.25-150358/https://www.idg.se/17.108/2.1085/1.378493/har-ar-vinnarna-i-kolla-2011/3.
3. ↑  ”Postens stipendium till Konstfackselev”. sff.nu. 16 juni 2010. Arkiverad från originalet den 25 maj 2012. https://archive.is/20120525150502/http://sff.nu/gamla/posten-frim-rken-nyheter/stipendium-till-konstfackselev.html. Läst 29 april 2011.
4. ↑  ”Produktionsbolag Stockholm - Brikk Animation och Film”. Produktionsbolag Stockholm. https://brikk.se. Läst 14 augusti 2015.
5. 1 2  ”Reclaim the Kitchen video”. Communication Arts. Arkiverad från originalet den 23 september 2015. https://web.archive.org/web/20150923205658/http://www.commarts.com/exhibit/reclaim-kitchen-video. Läst 14 augusti 2015.
6. ↑  ”Quickbooks”. Arkiverad från originalet den 5 mars 2016. https://web.archive.org/web/20160305050728/http://brikk.se/quickbooks-small-business-big-game/. Läst 14 augusti 2015.
7. ↑  ”Regionala nyheter - Reklamfilm”. http://motionographer.com/2014/06/06/brikk-livet-i-bokstavslandet-radiotjanst/. Läst 14 augusti 2015.
8. ↑  ”Microsoft - Cinematic teaser”. Arkiverad från originalet den 5 mars 2016. https://web.archive.org/web/20160305031318/http://brikk.se/microsoft-cinematic-teaser/. Läst 14 augusti 2015.
9. ↑  ”HOW WE MAKE HOW WE MAKE MINECRAFT”. https://www.minecraft.net/. 18 november 2020. https://www.minecraft.net/fr-fr/article/how-we-make-how-we-make-minecraft. Läst 11 december 2023.
10. ↑  ”Head into the Mistlands today in the new update for Valheim”. https://www.savingcontent.com. 6 december 2022. https://www.savingcontent.com/2022/12/06/head-into-the-mistlands-today-in-the-new-update-for-valheim-gorgeous-animated-trailer-released/. Läst 11 december 2023.
11. ↑  ”TED “Johan Rockström 2020” by Brikk”. https://www.stashmedia.tv. 2 november 2020. https://www.stashmedia.tv/ted-johan-rockstrom-2020-brikk/. Läst 11 december 2023.